# Kniphofia benguellensis
Kniphofia benguellensis är en grästrädsväxtart som beskrevs av Friedrich Welwitsch och John Gilbert Baker. Kniphofia benguellensis ingår i Fackelliljesläktet som ingår i familjen grästrädsväxter. Inga underarter finns listade i Catalogue of Life.